# Antonio Lima
Pour les articles homonymes, voir Lima (homonymie).
Antonio Lima est un poète et diplomate. Né en 1948 à Dakar et imprégné de culture francophone, il étudie les lettres modernes en France avant de gagner le Cap-Vert, dont ses parents sont originaires. Ses poèmes, écrits en français en créole et en portugais, célèbrent la beauté sauvage des terres d’Afrique, la révolte des noirs colonisés et la douce mélancolie de l’amour.

## Publication
- Errances et réminiscences, quête d’une conscience africaine, éditions Sépia, 2003. Préface de Jean-Luc Rondreux, illustrations de Malick Lima.